# Avivim-Schulbus-Anschlag

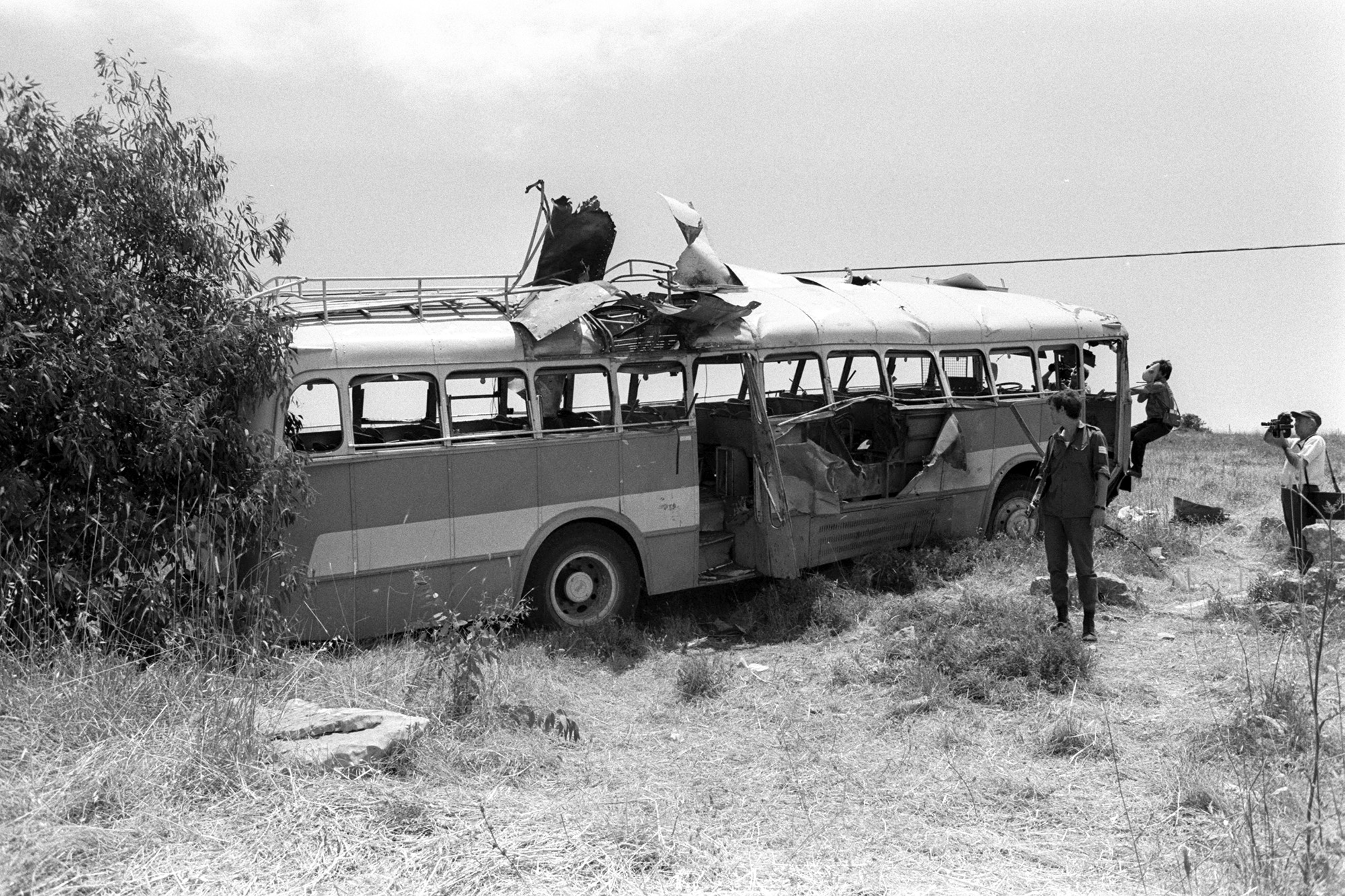
Der Bus nach dem Anschlag

Als Avivim-Schulbus-Anschlag wird ein Terroranschlag am 22. Mai 1970 bezeichnet, bei dem drei palästinensische Terroristen von der Volksfront zur Befreiung Palästinas – Generalkommando die libanesisch-israelische Grenze (Purpurne Linie) überschritten und in den Kibbuz Avivim eindrangen. Dort nahmen sie den örtlichen Schulbus unter Feuer und mordeten neun Kinder und drei Erwachsene und verletzten 19 weitere Kinder schwer.